# Herman Kruyder
Herman Justus Kruyder, né en 1881 à Lage Vuursche et mort en 1935 à Amsterdam, est un peintre néerlandais.

## Biographie
Herman Kruyder naît en 1881 à Lage Vuursche. Il étudie aux Arts décoratifs de Haarlem de 1900, jusqu'en 1904. Il est influencé par l'expressionnisme allemand et le cubisme.
Selon le RKD il épouse l'artiste Jo Bouman et travaille avec Henri Frédéric Boot (en) à Haarlem vers 1905. Il commence à peindre en 1918. Il est membre du Kunstkring Haarlem et de Kunst zij ons doel.
Il peint de nombreuses scènes de village, en utilisant de lourds pinceaux.
En 1926 il souffre de troubles mentaux.
Plus tard, en 1930, il retourne à Het Gooi où il devint membre du Gooise Kunstkring.
Il meurt en 1935 à Amsterdam.